# Белозериха (Нижегородская область)
Белозериха — старинное село в Лысковском районе Нижегородской области в составе Красноосельского сельсовета 

## Географическое положение
Село Белозериха находится к востоку от Лыскова по федеральной трассе «Волга» в 24 км от районного центра, в 2-х км к югу от автотрассы и 4-км от реки Волга.

## История
Первое упоминание об этой местности встречается в русских летописях в 1242 году. Само село было основано в XVIII веке переселенцами из Вологодской губернии, крепостными помещиков Демидовых, которым Пётр I даровал земли в Нижегородской губернии. Название селу было дано в память о своих родных местах.
После отмены крепостного права в 1872 году в селе была выстроена каменная Благовещения Пресвятой Богородицы, строительство которой началось в 1855 году.
В годы коллективизации в селе был создан колхоз «Новый путь».
С появлением скоростного флота на Волге была установлена пристань Белозериха.

## Экономика
В селе работает СПК Белозерский.